# 普爾斯維爾 (馬里蘭州)
普爾斯維爾（英語：Poolesville）是一個位於美國馬里蘭州蒙哥馬利縣的市鎮。

## 人口
根據2020年美國人口普查的數據，普爾斯維爾的面積為10.23平方千米，當中陸地面積為10.18平方千米，而水域面積為0.05平方千米。當地共有人口5742人，而人口密度為每平方千米561人。